# Diamante Negro (marca)

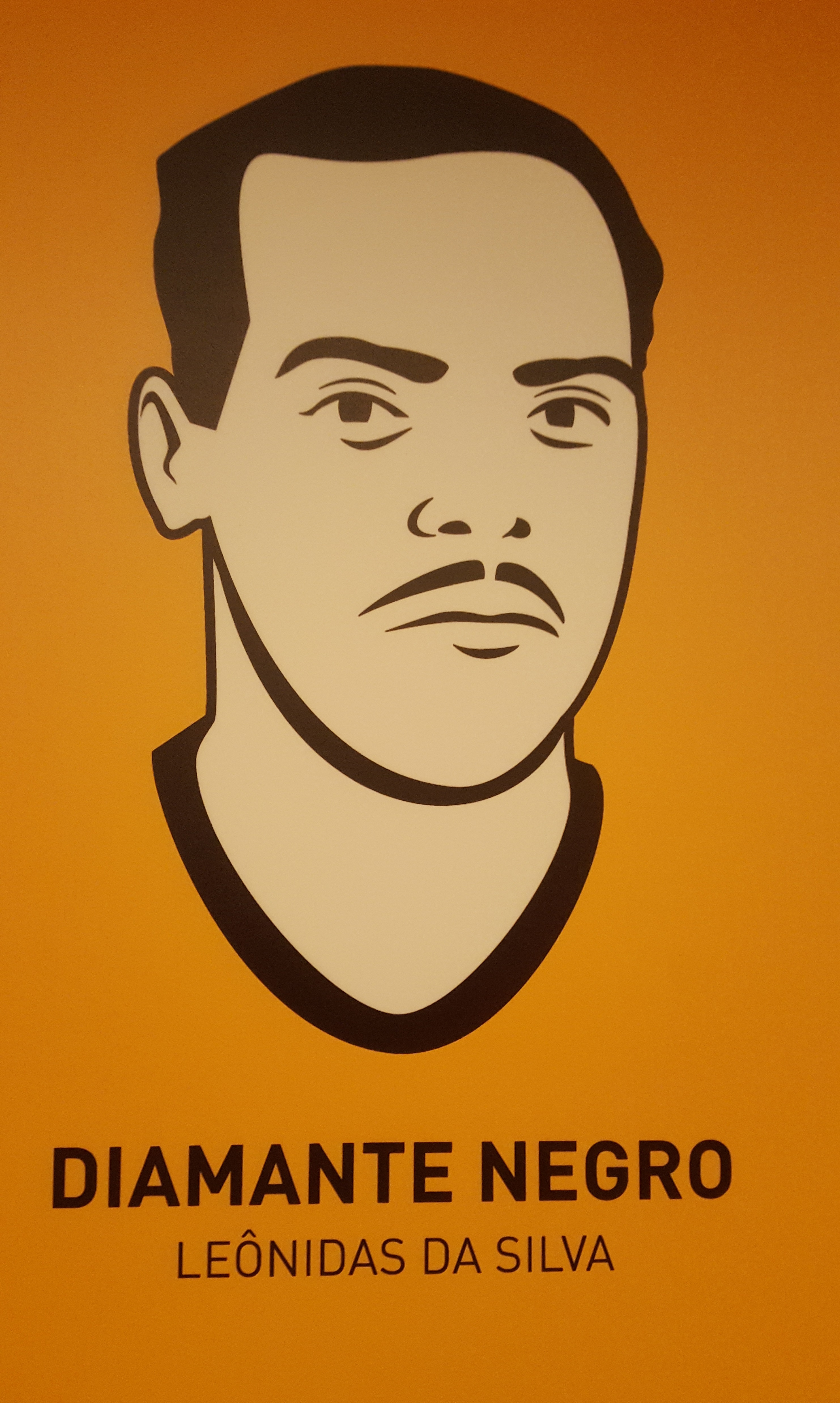
Detalhe do painel que trata do apelido de jogadores de futebol famosos, no Museu do Futebol de São Paulo

Diamante Negro é uma marca pertencente à Lacta, que foi posteriormente transferida para a Kraft Foods Inc. com a compra da Lacta. Sua origem, em 1939, faz alusão a Leônidas da Silva, apelidado de "Diamante Negro", que foi considerado o melhor jogador da copa de 1938.
A Lacta pagou a Leônidas da Silva três mil réis pelo uso da marca. que continua sendo usada até a atualidade, sendo uma das mais tradicionais do portfólio da Kraft.

## História

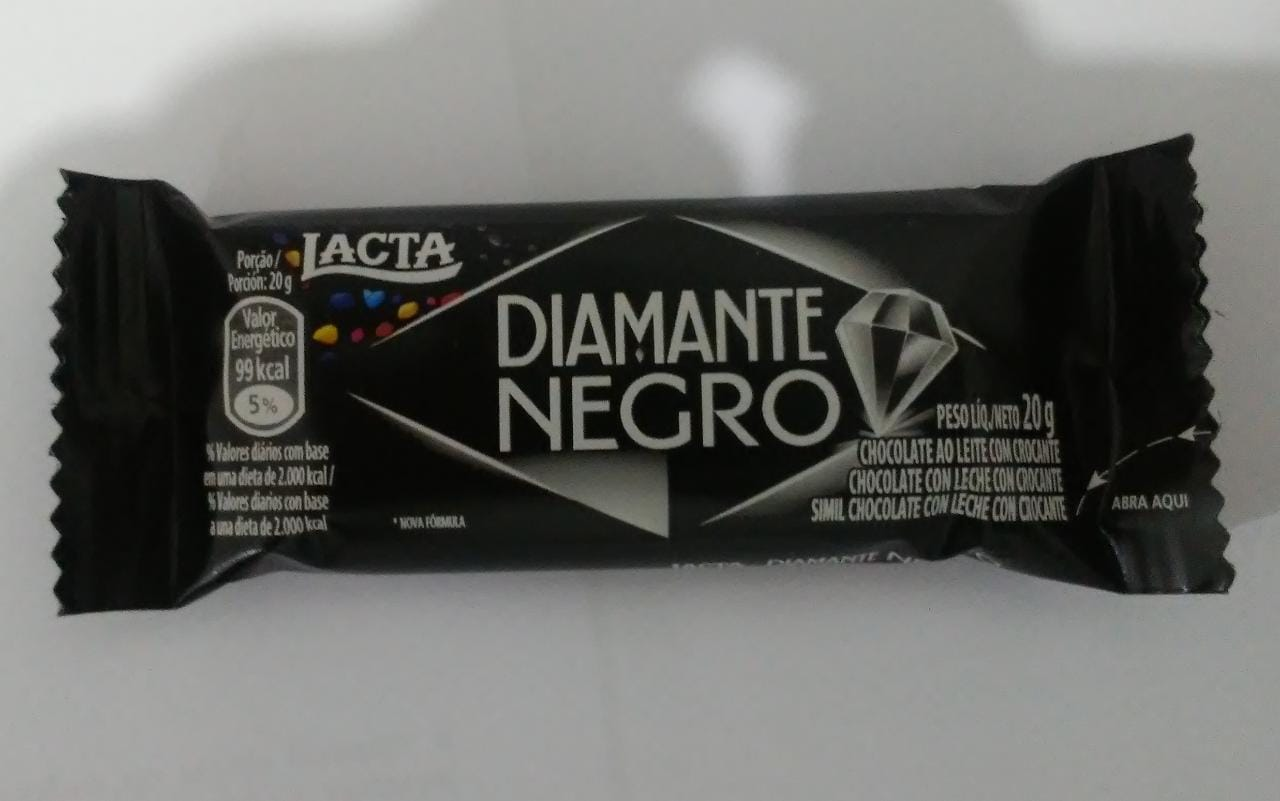
Tradicional barra do chocolate Diamante Negro

Leônidas da Silva teve passagem pelas equipes Vasco e Botafogo e fez história no Flamengo e no São Paulo. Popularizou a jogada nomeada de "bicicleta" e também foi o melhor jogador da Copa do Mundo de 1938. Além de ser o primeiro jogador brasileiro a ser vendido para um time de outro país, no caso o Uruguai. Todos esses feitos levaram a imprensa a apelidá-lo de Diamante Negro. O chocolate foi criado durante a Copa do Mundo de 1938. Leônidas era o maior jogador brasileiro da época. Uma de suas primeiras embalagens é estampada com uma imagem de Leônidas sorridente.

## Leque de Produtos
Em 2010 a Lacta lançou o produto em embalagem e formato especiais. Dezoito bombons em forma da tradicional pedra de diamante vinham dispostas em uma bandeja. Em 2020 essa opção foi reeditada, mas com embalagens contendo doze ou três unidades do chocolate.
Em março de 2021 a Mr. Bey, em parceria com a Mondelez, lançou uma série de sobremesas Lacta. No caso do Diamante Negro, foi transformado em petit gâteau.[carece de fontes?]